# Louis Bouveault
Louis Bouveault (* 11. Februar 1864 in Nevers; † 5. September 1909 in Paris) war ein französischer Chemiker und Mediziner. Seinen Namen trägt die von ihm gemeinsam mit Gustave Blanc entdeckte Bouveault-Blanc-Reaktion (1903), die Bouveault-Aldehyd-Synthese (1904) und einige andere Namensreaktionen der Organischen Chemie.
Bouveault war der Sohn eines Architekten, studierte ab 1882 an der École polytechnique in Paris und dann an der Sorbonne, wo er 1890 in Naturwissenschaften und 1892 in Medizin promoviert wurde. Er wechselte an die Medizinische Fakultät in Lyon und danach an die Universität Lyon, wo er 1894 Dozent für allgemeine Chemie wurde. 1898 wurde er Dozent in Lille, 1899 außerordentlicher Professor für Organische Chemie in Nancy und 1901 Dozent und später außerordentlicher Professor an der Sorbonne in Paris. 1902 wurde ihm von der Académie des sciences der Jecker-Preis verliehen.
In seiner Dissertation befasste er sich mit  β-Ketonitrilen und in Lyon mit ätherischen Ölen (Terpene und deren Derivate, einige in der Parfümindustrie in Verwendung) und Campher. Sein Forschungsgebiet war organische Synthese. Seine medizinische Dissertation war über chemische Untersuchung von Vogel-Tuberkulose.
In Lyon arbeitete er mit Philippe Barbier und zählte Victor Grignard zu seinen Schülern, den er für die Chemie begeisterte.